# Odobenocetops
Odobenocetops es un género extinto de cetáceo dentado de tamaño medio, el cual estuvo una vez presente en las costas de Chile y Perú. Sus fósiles se encuentran en los estratos marinos del Mioceno  de las formaciones Bahía Inglesa y Pisco. Actualmente se reconocen dos especies del género, O. peruvianus y la más joven O. leptodon.
Odobenocetops se conoce principalmente por sus grandes colmillos asimétricos, los cuales emergen de sus pronunciados procesos premaxilares. Se cree que estos colmillos son rasgos de dimorfismo sexual, donde la asimetría se pronuncia en machos mientras que las hembras poseían colmillos de similar longitud. En el holotipo de O. peruvianus el colmillo derecho está roto, creando ambigüedad sobre su longitud precisa. Mientras que en O. leptodon se preservaron ambos colmillos, demostrando que al menos en esta especie el colmillo largo llegaba a los 1,35 metros, con una longitud de 27 centímetros inserta dentro del hueso. Si bien estos colmillos recuerdan a los del narval, estos animales evolucionaron independientemente. Su propósito permanece desconocido, la interpretación más común sugiere que poseían un rol social no violento, ya que eran considerablemente frágiles. Más allá de estos dos colmillos, se cree que estos animales no poseían dientes.
Otra diferencia respecto a otras ballenas es que el melón, órgano esencial para la ecolocalización, se ve reducido en O. leptodon y es vestigial o ausente en O. peruvianus. La especie antigua compensaba esta ausencia con grandes ojos en los laterales de la cabeza, dotándole de visión binocular. La ausencia del órgano en la especie más antigua se ha tomado como señal de que eran especies hermanas, que una no evolucionó de la otra. Christian de Muizon argumenta que pudieron haber poseído pelos táctiles, como los bigotes de la morsa o aquellos, más pequeños, presentes en el delfín rosado.
Odobenocetops es uno de los cetáceos con el mayor rango de movimiento craneal, excediendo hasta el de la beluga. Se cree que esto servía a la hora de forrajear, extendiendo el cuello de modo que sus colmillos quedasen paralelos al cuerpo. Partes de su anatomía, como la forma de su paladar se consideran convergentes con los de la morsa: que eran molusquívoros que cazaban por succión, buscando bivalvos en el suelo oceánico, revelándolos con poderosas y precisas propulsiones de agua, atapando a su presa con su poderoso labio superior y empleando su lengua para succionar las partes blandas del animal, dejando detrás las valvas.

## Historia y nombramiento
El primer fósil de Odobenocetops, un cráneo al cual le faltaba gran parte del lado izquierdo, se recuperó en 1990 del horizonte Sud Sadaco de la Formación Pisco, Perú. Si bien se empezó pensando que pertenecía al Plioceno temprano, investigaciones posteriores revelaron que se trataban de rocas del Mioceno. El cráneo, designado USNM 460306 inicialmente, posteriormente USNM 488252, fue descrito por Christian de Muizon en 1993, estableciendo el género Odobenocetops y la especie tipo O. peruvianus; además, por la extraña anatomía del género, Muizon estableció que pertenecía a su propia familia, Odobenocetopsidae. Posteriormente varios fósiles fragmentarios, principalmente huesos perióticos y timpánicos se han referido se refirieron al género. Consiguientes excavaciones revelaron tres especímenes adicionales, uno de ellos interpretado como hembra de O. peruvianus mientras que se determinó que los otros dos corresponden a una segunda especie más reciente, O. leptodon. El holotipo de O. leptodon es un cráneo casi completo junto a una asociada vértebra atlas, la primera de todas. El otro espécimen de O. leptodon es un cráneo más incompleto, erosionado y con el colmillo derecho ausente; pero con una serie de elementos postcraneales asociados: costillas, vértebras y partes de una extremidad anterior. Los materiales referidos a O. peruvianus se encontraron en el horizonte SAS, como USNM 488252, mientras que la segunda especie origina del algo más joven horizonte SAO horizon.
El nombre genérico, Odobenocetops, viene del griego odon, "diente"; baino, "caminar"; y del latín cetus, "ballena", y ops, "parecido"; todo junto significa "ballena que parece caminar con sus dientes", un nombre elegido por la posible posición del animal al alimentarse y con un segundo significado "ballena parecida a la morsa" ya que el nombre de género de esta es Odobenus. El nombre de la especie tipo, O. peruvianus hace referencia a su país de origen, Perú; mientras que el de la segunda especie, leptodon, significa "diente fino".

## Descripción

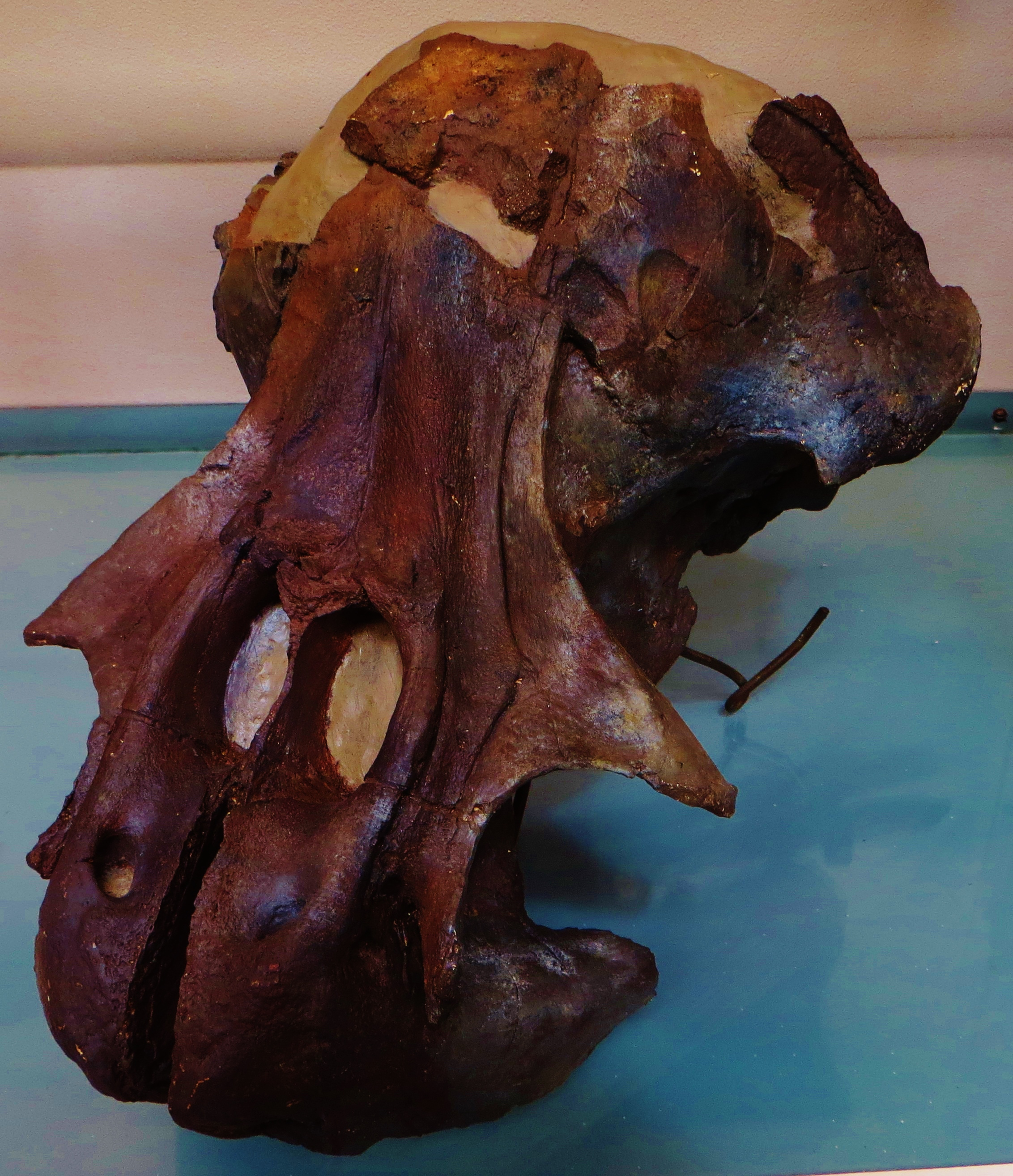
Cráneo de O. peruvianus, mostrando la posición de las narinas

Los fósiles de Odobenocetops son notablemente distintos a los de cualquier ballena contemporánea. El cráneo tiene un perfil característico, siendo cóncavo entre el hocico y la cima del cráneo. Observado desde encima, claramente presenta dos grandes porciones separadas; la anterior, que incluye el premaxilar, colmillos y orificios nasales; separada de la parte posterior por una pronunciada constricción, dándole una forma de reloj de arena. Los cráneos de ballenas modernas son increíblemente diversos en sus adaptaciones a la vida acuática, pero claramente separándoles del resto de mamíferos. Entre estas adaptaciones existe la cualidad "telescópica", en referencia a huesos que típicamente están bien separados juntándose en los esqueletos de cetáceos, hasta el punto de solaparse, sin embargo Odobenocetops es un tanto único, ya que su cráneo parece ir en contra de esta tendencia. Esto se debe a que el maxilar y los frontales regresan haca la punta del hocico, con las narinas siendo movidas a delante. Esto crea un rostro chato y redondo, opuesto a la alargada tendencia en sus parientes. De aquí viene, en parte, la idea que la especie tipo O. peruvianus no tenía un melón, o que era un órgano vestigial. Las narinas óseas están cerca de la punta del hocico, contrariamente a los típicos espiráculos en la cima del cráneo de ballenas y delfines. En otros odontocetos, partes del frontal y maxilar cubren las fosas temporales. En Odobenocetops, estos huesos son reducidos y angostos, presentando fosas temporales abiertas dorsalmente. Los parietales estaban expuestos dorsalmente, correspondiendo a un gran músculo temporal. Los huesos del oído son similares a aquellos de los delfines. Las cuencas oculares apuntan hacia arriba y los laterales, en lugar de completamente hacia los lados como los delfines. El paladar está arqueado, es grande y profundo como las morsas, pero más allá de los colmillos Odobenocetops no tenía dientes. La punta del hocico, sobre todo el premaxilar, está recubierta de puntos de anclaje de musculatura facial mientras a su vez poseía agujeros neurovasculares. Esto se tiende a interpretar como apoyo de un labio superior poderoso y tal vez incluso vibrisas como las de la morsa. Si bien no se conocen mandíbulas del género, se infiere que era corta y desdentada, basándose en gran parte a los grandes músculos pterigoideos y temporales.

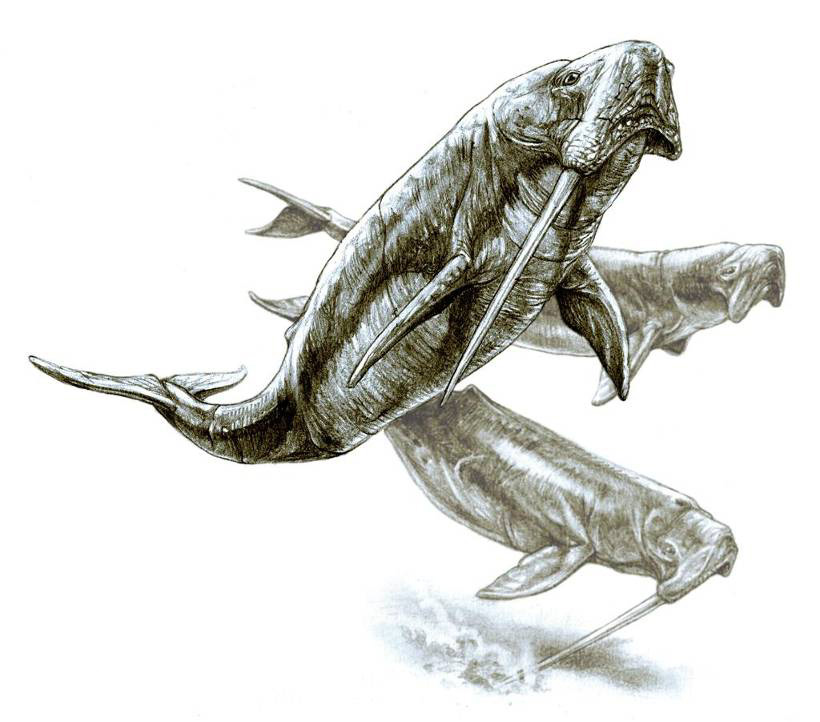
Ilustración de tres Odobenocetops, por Pavel Riha

Al igual que el resto del cráneo, los huesos que rodean el oído interno eran derivados y diferentes a la tendencia cetácea. Aun así, el canal coclear sigue la anatomía general de la beluga y el narval, sus parientes cercanos. El oído interno lo componen grandes canales semicirculares, un conducto vestibular y una gran cantidad de fibras nerviosas. Otros odontocetos poseen similares canales semicirculares pero con un menor canal coclear, puede que esto se deba a la mayor movilidad del cráneo y cuello.
El cráneo de O. leptodon es diferente al de O. peruvianus en varias maneras. El paladar es mucho más profundo, ancho y largo y la frontera anterior tiene una curva más gentil, dándole una forma de "U" en lugar a la "V" de O. peruvianus. El paladar en sí es asimétrico y no se posiciona acorde al plano sagital sino paralelo al suelo marino. El ápice del hocico es, en general, más ancho que el de la especie tipo y en la punta del rostro, entre los premaxilares existe un par único de huesos de apoyo ausente en la antigua; puede que sean rostrales o prenasales, y forman una estructura similar a lo que se ve en musarañas elefantes, topos, tapires, saigas y súidos. Un factor común entre estos animales es la presencia de un labio superior grande y móvil, apoyando aquello que tan sólo se especulaba en O. peruvianus. Los agujeros premaxilares están ausentes en O. leptodon y en su lugar hay una ligera depresión. Esto sugiere la presencia de un melón en O. leptodon. La cavidad orbitaria de O. leptodon posee un borde anterior ligeramente cóncavo, mientras que en O. peruvianus estaba considerablemente mellada, por lo que se cree que la visión binocular de O. leptodon era peor que la de O. peruvianus.
El cráneo de O. peruvianus es grande, midiendo cerca de 46 cm. Se estima que su cuerpo medía entre 3 y 4 metros, pesando entre 8000 y 1000 kg, siimilar al narval. 

### Colmillos

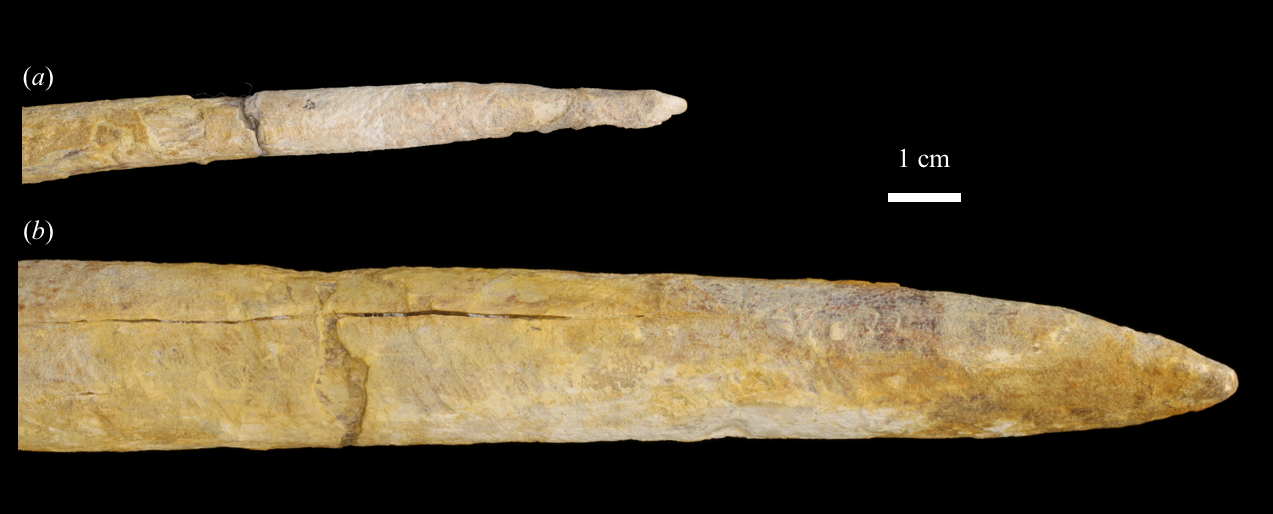
Colmillos de Odobenocetops sp. del Cerro Ballena

Junto a su extraño cráneo, nada distingue más a Odobenocetops del resto de delfines que sus colmillos asimétricos compuestos exclusivamente de dentina. Estos crecían de un proceso premaxilar,  las vainas alveolares, en un ángulo de 60° respecto al plano horizontal del cráneo. Si bien los narvales también poseen grandes colmillos asimétricos, aquellos originan en el maxilar izquierdo, mientras el gran colmillo de Odobenocetops se origina en el premaxilar derecho; así pues no son homólogos sino convergentes. En USNM 488252 ambos colmillos estaban incompletos, pero basándonos en otros elementos se cree que el derecho medía entre 45 y 55 cm y el izquierdo no más de 20 cm, posiblemente estaba completamente encerrado por el premaxilar. Tras el descubrimiento de O. leptodon, Muizon especuló que ambos colmillos podrían alcanzar tamaños mayores en otros individuos, pero necesitaba más material para corroborar la hipótesis. El segundo cráneo, descrito por Muizon en 1999, se diferencia significativamente del de 1993, pese a ser del mismo horizonte. En este ejemplar ambos colmillos eran relativamente simétricos y cortos, en lugar de imaginar una tercera especie Muizon sugiere que se trataba de una hembra como característica de dimorfismo sexual. Esta hipótesis se ve reflejada en el narval moderno, donde solo los machos poseen el gran colmillo. La cavidad pulpar del colmillo alargado medía unos 23 cm, indicando que continuaba creciendo, el colmillo menor parecía seguir creciendo pero a un ritmo mucho más lento.
El holotipo de O. leptodon se encontró con ambos colmillos in situ, el derecho parecía una aguja de 1,35 metros, con 1,07 metros expuestos, mientras que el izquierdo medía 25 cm, similar en longitud al de O. perivianus. Pese a la similar talla con el de la especie tipo, se cree que el izquierdo sobresalía un tanto del hueso por sus patrones de desgaste, el desgaste del derecho daba lugar a una punta oblicua, sugiriendo que no se empleaba como lanza. 
Teniendo en cuenta la longitud y finura de los colmillos se trataban de dientes frágiles, causando dudas sobre la idea que los apuntaban a 45° del cuerpo. Esto lo corrobora la anatomía del cuello, la articulación neutral del atlas sugiere que el cuello apuntaba ligeramente hacia abajo, así apuntando los colmillos hacia arriba, alineándolos con el cuerpo. Ya que los colmillos apuntan ligeramente hacia los lados, Odobenocetops podía inclinar su cabeza sin que se chocasen con las aletas. El atlas, al igual que el cráneo, es asimétrico, posee un lado izquierdo más robusto para compensar por el gran colmillo.

## Filogenia
Odobenocetops fue un miembro temprano de la superfamilia  de los delfinoodeos, perteneciente a la rama de los narvales. Muizon interpretó a Odobenocetopsidae como grupo hermano de Monodontidae (la familia del narval y la beluga). Sin embargo, Murakami y colegas situaron a Odobenocetopsidae en un gran clado junto a Phocoenidae (marsopas), Monodontidae, y Albireonidae (un grupo extinto similar a las marsopas). Dicho clado se originó en el Océano Pacífico durante la época del Langhiense (15–13 ma) y de ahí se diversificaron.
La relación entre ambas especies probablemente sea de especies hermanas, y no sucesivas; Muizon señala que Odobenocetops leptodon tiene un paladar más derivado y aun así retiene el melón basal, prácticamente ausente en O. peruvianus. Esto sugiere que eran dos ramas de un mismo género con un ancestro común desconocido; de hecho pese a su rango limitado no se ha encontrado una forma de transición entre animales más antiguos y Odobenocetops, por lo que su origen exacto permanece como un misterio.
|  | "Pontoporiidae" |
|  |                 |
|  | Iniidae         |
|  |                 |

|              | Odobenocetops                                                                                 |
|              |                                                                                               |
|              | Denebola                                                                                      |
|              |                                                                                               |
| Monodontidae | \| \| Delphinapterus leucas (Beluga) \| \| \| \| \| \| Monodon monoceros (Narval) \| \| \| \| |
|              | \| \| Delphinapterus leucas (Beluga) \| \| \| \| \| \| Monodon monoceros (Narval) \| \| \| \| |
|              | Delphinapterus leucas (Beluga)                                                                |
|              |                                                                                               |
|              | Monodon monoceros (Narval)                                                                    |
|              |                                                                                               |

|  | Delphinapterus leucas (Beluga) |
|  |                                |
|  | Monodon monoceros (Narval)     |
|  |                                |

|              | Odobenocetops                                                                                 |
|              |                                                                                               |
|              | Denebola                                                                                      |
|              |                                                                                               |
| Monodontidae | \| \| Delphinapterus leucas (Beluga) \| \| \| \| \| \| Monodon monoceros (Narval) \| \| \| \| |
|              | \| \| Delphinapterus leucas (Beluga) \| \| \| \| \| \| Monodon monoceros (Narval) \| \| \| \| |
|              | Delphinapterus leucas (Beluga)                                                                |
|              |                                                                                               |
|              | Monodon monoceros (Narval)                                                                    |
|              |                                                                                               |

|  | Delphinapterus leucas (Beluga) |
|  |                                |
|  | Monodon monoceros (Narval)     |
|  |                                |

|              | Odobenocetops                                                                                 |
|              |                                                                                               |
|              | Denebola                                                                                      |
|              |                                                                                               |
| Monodontidae | \| \| Delphinapterus leucas (Beluga) \| \| \| \| \| \| Monodon monoceros (Narval) \| \| \| \| |
|              | \| \| Delphinapterus leucas (Beluga) \| \| \| \| \| \| Monodon monoceros (Narval) \| \| \| \| |
|              | Delphinapterus leucas (Beluga)                                                                |
|              |                                                                                               |
|              | Monodon monoceros (Narval)                                                                    |
|              |                                                                                               |

|  | Delphinapterus leucas (Beluga) |
|  |                                |
|  | Monodon monoceros (Narval)     |
|  |                                |

|              | Odobenocetops                                                                                 |
|              |                                                                                               |
|              | Denebola                                                                                      |
|              |                                                                                               |
| Monodontidae | \| \| Delphinapterus leucas (Beluga) \| \| \| \| \| \| Monodon monoceros (Narval) \| \| \| \| |
|              | \| \| Delphinapterus leucas (Beluga) \| \| \| \| \| \| Monodon monoceros (Narval) \| \| \| \| |
|              | Delphinapterus leucas (Beluga)                                                                |
|              |                                                                                               |
|              | Monodon monoceros (Narval)                                                                    |
|              |                                                                                               |

|  | Delphinapterus leucas (Beluga) |
|  |                                |
|  | Monodon monoceros (Narval)     |
|  |                                |

|              | Odobenocetops                                                                                 |
|              |                                                                                               |
|              | Denebola                                                                                      |
|              |                                                                                               |
| Monodontidae | \| \| Delphinapterus leucas (Beluga) \| \| \| \| \| \| Monodon monoceros (Narval) \| \| \| \| |
|              | \| \| Delphinapterus leucas (Beluga) \| \| \| \| \| \| Monodon monoceros (Narval) \| \| \| \| |
|              | Delphinapterus leucas (Beluga)                                                                |
|              |                                                                                               |
|              | Monodon monoceros (Narval)                                                                    |
|              |                                                                                               |

|  | Delphinapterus leucas (Beluga) |
|  |                                |
|  | Monodon monoceros (Narval)     |
|  |                                |

|              | Odobenocetops                                                                                 |
|              |                                                                                               |
|              | Denebola                                                                                      |
|              |                                                                                               |
| Monodontidae | \| \| Delphinapterus leucas (Beluga) \| \| \| \| \| \| Monodon monoceros (Narval) \| \| \| \| |
|              | \| \| Delphinapterus leucas (Beluga) \| \| \| \| \| \| Monodon monoceros (Narval) \| \| \| \| |
|              | Delphinapterus leucas (Beluga)                                                                |
|              |                                                                                               |
|              | Monodon monoceros (Narval)                                                                    |
|              |                                                                                               |

|  | Delphinapterus leucas (Beluga) |
|  |                                |
|  | Monodon monoceros (Narval)     |
|  |                                |

|              | Odobenocetops                                                                                 |
|              |                                                                                               |
|              | Denebola                                                                                      |
|              |                                                                                               |
| Monodontidae | \| \| Delphinapterus leucas (Beluga) \| \| \| \| \| \| Monodon monoceros (Narval) \| \| \| \| |
|              | \| \| Delphinapterus leucas (Beluga) \| \| \| \| \| \| Monodon monoceros (Narval) \| \| \| \| |
|              | Delphinapterus leucas (Beluga)                                                                |
|              |                                                                                               |
|              | Monodon monoceros (Narval)                                                                    |
|              |                                                                                               |

|  | Delphinapterus leucas (Beluga) |
|  |                                |
|  | Monodon monoceros (Narval)     |
|  |                                |

|              | Odobenocetops                                                                                 |
|              |                                                                                               |
|              | Denebola                                                                                      |
|              |                                                                                               |
| Monodontidae | \| \| Delphinapterus leucas (Beluga) \| \| \| \| \| \| Monodon monoceros (Narval) \| \| \| \| |
|              | \| \| Delphinapterus leucas (Beluga) \| \| \| \| \| \| Monodon monoceros (Narval) \| \| \| \| |
|              | Delphinapterus leucas (Beluga)                                                                |
|              |                                                                                               |
|              | Monodon monoceros (Narval)                                                                    |
|              |                                                                                               |

|  | Delphinapterus leucas (Beluga) |
|  |                                |
|  | Monodon monoceros (Narval)     |
|  |                                |

|              | Odobenocetops                                                                                 |
|              |                                                                                               |
|              | Denebola                                                                                      |
|              |                                                                                               |
| Monodontidae | \| \| Delphinapterus leucas (Beluga) \| \| \| \| \| \| Monodon monoceros (Narval) \| \| \| \| |
|              | \| \| Delphinapterus leucas (Beluga) \| \| \| \| \| \| Monodon monoceros (Narval) \| \| \| \| |
|              | Delphinapterus leucas (Beluga)                                                                |
|              |                                                                                               |
|              | Monodon monoceros (Narval)                                                                    |
|              |                                                                                               |

|  | Delphinapterus leucas (Beluga) |
|  |                                |
|  | Monodon monoceros (Narval)     |
|  |                                |

|              | Odobenocetops                                                                                 |
|              |                                                                                               |
|              | Denebola                                                                                      |
|              |                                                                                               |
| Monodontidae | \| \| Delphinapterus leucas (Beluga) \| \| \| \| \| \| Monodon monoceros (Narval) \| \| \| \| |
|              | \| \| Delphinapterus leucas (Beluga) \| \| \| \| \| \| Monodon monoceros (Narval) \| \| \| \| |
|              | Delphinapterus leucas (Beluga)                                                                |
|              |                                                                                               |
|              | Monodon monoceros (Narval)                                                                    |
|              |                                                                                               |

|  | Delphinapterus leucas (Beluga) |
|  |                                |
|  | Monodon monoceros (Narval)     |
|  |                                |

|              | Odobenocetops                                                                                 |
|              |                                                                                               |
|              | Denebola                                                                                      |
|              |                                                                                               |
| Monodontidae | \| \| Delphinapterus leucas (Beluga) \| \| \| \| \| \| Monodon monoceros (Narval) \| \| \| \| |
|              | \| \| Delphinapterus leucas (Beluga) \| \| \| \| \| \| Monodon monoceros (Narval) \| \| \| \| |
|              | Delphinapterus leucas (Beluga)                                                                |
|              |                                                                                               |
|              | Monodon monoceros (Narval)                                                                    |
|              |                                                                                               |

|  | Delphinapterus leucas (Beluga) |
|  |                                |
|  | Monodon monoceros (Narval)     |
|  |                                |

|              | Odobenocetops                                                                                 |
|              |                                                                                               |
|              | Denebola                                                                                      |
|              |                                                                                               |
| Monodontidae | \| \| Delphinapterus leucas (Beluga) \| \| \| \| \| \| Monodon monoceros (Narval) \| \| \| \| |
|              | \| \| Delphinapterus leucas (Beluga) \| \| \| \| \| \| Monodon monoceros (Narval) \| \| \| \| |
|              | Delphinapterus leucas (Beluga)                                                                |
|              |                                                                                               |
|              | Monodon monoceros (Narval)                                                                    |
|              |                                                                                               |

|  | Delphinapterus leucas (Beluga) |
|  |                                |
|  | Monodon monoceros (Narval)     |
|  |                                |

|              | Odobenocetops                                                                                 |
|              |                                                                                               |
|              | Denebola                                                                                      |
|              |                                                                                               |
| Monodontidae | \| \| Delphinapterus leucas (Beluga) \| \| \| \| \| \| Monodon monoceros (Narval) \| \| \| \| |
|              | \| \| Delphinapterus leucas (Beluga) \| \| \| \| \| \| Monodon monoceros (Narval) \| \| \| \| |
|              | Delphinapterus leucas (Beluga)                                                                |
|              |                                                                                               |
|              | Monodon monoceros (Narval)                                                                    |
|              |                                                                                               |

|  | Delphinapterus leucas (Beluga) |
|  |                                |
|  | Monodon monoceros (Narval)     |
|  |                                |

|              | Odobenocetops                                                                                 |
|              |                                                                                               |
|              | Denebola                                                                                      |
|              |                                                                                               |
| Monodontidae | \| \| Delphinapterus leucas (Beluga) \| \| \| \| \| \| Monodon monoceros (Narval) \| \| \| \| |
|              | \| \| Delphinapterus leucas (Beluga) \| \| \| \| \| \| Monodon monoceros (Narval) \| \| \| \| |
|              | Delphinapterus leucas (Beluga)                                                                |
|              |                                                                                               |
|              | Monodon monoceros (Narval)                                                                    |
|              |                                                                                               |

|  | Delphinapterus leucas (Beluga) |
|  |                                |
|  | Monodon monoceros (Narval)     |
|  |                                |

|              | Odobenocetops                                                                                 |
|              |                                                                                               |
|              | Denebola                                                                                      |
|              |                                                                                               |
| Monodontidae | \| \| Delphinapterus leucas (Beluga) \| \| \| \| \| \| Monodon monoceros (Narval) \| \| \| \| |
|              | \| \| Delphinapterus leucas (Beluga) \| \| \| \| \| \| Monodon monoceros (Narval) \| \| \| \| |
|              | Delphinapterus leucas (Beluga)                                                                |
|              |                                                                                               |
|              | Monodon monoceros (Narval)                                                                    |
|              |                                                                                               |

|  | Delphinapterus leucas (Beluga) |
|  |                                |
|  | Monodon monoceros (Narval)     |
|  |                                |

|              | Odobenocetops                                                                                 |
|              |                                                                                               |
|              | Denebola                                                                                      |
|              |                                                                                               |
| Monodontidae | \| \| Delphinapterus leucas (Beluga) \| \| \| \| \| \| Monodon monoceros (Narval) \| \| \| \| |
|              | \| \| Delphinapterus leucas (Beluga) \| \| \| \| \| \| Monodon monoceros (Narval) \| \| \| \| |
|              | Delphinapterus leucas (Beluga)                                                                |
|              |                                                                                               |
|              | Monodon monoceros (Narval)                                                                    |
|              |                                                                                               |

|  | Delphinapterus leucas (Beluga) |
|  |                                |
|  | Monodon monoceros (Narval)     |
|  |                                |

|  | "Pontoporiidae" |
|  |                 |
|  | Iniidae         |
|  |                 |

|              | Odobenocetops                                                                                 |
|              |                                                                                               |
|              | Denebola                                                                                      |
|              |                                                                                               |
| Monodontidae | \| \| Delphinapterus leucas (Beluga) \| \| \| \| \| \| Monodon monoceros (Narval) \| \| \| \| |
|              | \| \| Delphinapterus leucas (Beluga) \| \| \| \| \| \| Monodon monoceros (Narval) \| \| \| \| |
|              | Delphinapterus leucas (Beluga)                                                                |
|              |                                                                                               |
|              | Monodon monoceros (Narval)                                                                    |
|              |                                                                                               |

|  | Delphinapterus leucas (Beluga) |
|  |                                |
|  | Monodon monoceros (Narval)     |
|  |                                |

|              | Odobenocetops                                                                                 |
|              |                                                                                               |
|              | Denebola                                                                                      |
|              |                                                                                               |
| Monodontidae | \| \| Delphinapterus leucas (Beluga) \| \| \| \| \| \| Monodon monoceros (Narval) \| \| \| \| |
|              | \| \| Delphinapterus leucas (Beluga) \| \| \| \| \| \| Monodon monoceros (Narval) \| \| \| \| |
|              | Delphinapterus leucas (Beluga)                                                                |
|              |                                                                                               |
|              | Monodon monoceros (Narval)                                                                    |
|              |                                                                                               |

|  | Delphinapterus leucas (Beluga) |
|  |                                |
|  | Monodon monoceros (Narval)     |
|  |                                |

|              | Odobenocetops                                                                                 |
|              |                                                                                               |
|              | Denebola                                                                                      |
|              |                                                                                               |
| Monodontidae | \| \| Delphinapterus leucas (Beluga) \| \| \| \| \| \| Monodon monoceros (Narval) \| \| \| \| |
|              | \| \| Delphinapterus leucas (Beluga) \| \| \| \| \| \| Monodon monoceros (Narval) \| \| \| \| |
|              | Delphinapterus leucas (Beluga)                                                                |
|              |                                                                                               |
|              | Monodon monoceros (Narval)                                                                    |
|              |                                                                                               |

|  | Delphinapterus leucas (Beluga) |
|  |                                |
|  | Monodon monoceros (Narval)     |
|  |                                |

|              | Odobenocetops                                                                                 |
|              |                                                                                               |
|              | Denebola                                                                                      |
|              |                                                                                               |
| Monodontidae | \| \| Delphinapterus leucas (Beluga) \| \| \| \| \| \| Monodon monoceros (Narval) \| \| \| \| |
|              | \| \| Delphinapterus leucas (Beluga) \| \| \| \| \| \| Monodon monoceros (Narval) \| \| \| \| |
|              | Delphinapterus leucas (Beluga)                                                                |
|              |                                                                                               |
|              | Monodon monoceros (Narval)                                                                    |
|              |                                                                                               |

|  | Delphinapterus leucas (Beluga) |
|  |                                |
|  | Monodon monoceros (Narval)     |
|  |                                |

|              | Odobenocetops                                                                                 |
|              |                                                                                               |
|              | Denebola                                                                                      |
|              |                                                                                               |
| Monodontidae | \| \| Delphinapterus leucas (Beluga) \| \| \| \| \| \| Monodon monoceros (Narval) \| \| \| \| |
|              | \| \| Delphinapterus leucas (Beluga) \| \| \| \| \| \| Monodon monoceros (Narval) \| \| \| \| |
|              | Delphinapterus leucas (Beluga)                                                                |
|              |                                                                                               |
|              | Monodon monoceros (Narval)                                                                    |
|              |                                                                                               |

|  | Delphinapterus leucas (Beluga) |
|  |                                |
|  | Monodon monoceros (Narval)     |
|  |                                |

|              | Odobenocetops                                                                                 |
|              |                                                                                               |
|              | Denebola                                                                                      |
|              |                                                                                               |
| Monodontidae | \| \| Delphinapterus leucas (Beluga) \| \| \| \| \| \| Monodon monoceros (Narval) \| \| \| \| |
|              | \| \| Delphinapterus leucas (Beluga) \| \| \| \| \| \| Monodon monoceros (Narval) \| \| \| \| |
|              | Delphinapterus leucas (Beluga)                                                                |
|              |                                                                                               |
|              | Monodon monoceros (Narval)                                                                    |
|              |                                                                                               |

|  | Delphinapterus leucas (Beluga) |
|  |                                |
|  | Monodon monoceros (Narval)     |
|  |                                |

|              | Odobenocetops                                                                                 |
|              |                                                                                               |
|              | Denebola                                                                                      |
|              |                                                                                               |
| Monodontidae | \| \| Delphinapterus leucas (Beluga) \| \| \| \| \| \| Monodon monoceros (Narval) \| \| \| \| |
|              | \| \| Delphinapterus leucas (Beluga) \| \| \| \| \| \| Monodon monoceros (Narval) \| \| \| \| |
|              | Delphinapterus leucas (Beluga)                                                                |
|              |                                                                                               |
|              | Monodon monoceros (Narval)                                                                    |
|              |                                                                                               |

|  | Delphinapterus leucas (Beluga) |
|  |                                |
|  | Monodon monoceros (Narval)     |
|  |                                |

|              | Odobenocetops                                                                                 |
|              |                                                                                               |
|              | Denebola                                                                                      |
|              |                                                                                               |
| Monodontidae | \| \| Delphinapterus leucas (Beluga) \| \| \| \| \| \| Monodon monoceros (Narval) \| \| \| \| |
|              | \| \| Delphinapterus leucas (Beluga) \| \| \| \| \| \| Monodon monoceros (Narval) \| \| \| \| |
|              | Delphinapterus leucas (Beluga)                                                                |
|              |                                                                                               |
|              | Monodon monoceros (Narval)                                                                    |
|              |                                                                                               |

|  | Delphinapterus leucas (Beluga) |
|  |                                |
|  | Monodon monoceros (Narval)     |
|  |                                |

|              | Odobenocetops                                                                                 |
|              |                                                                                               |
|              | Denebola                                                                                      |
|              |                                                                                               |
| Monodontidae | \| \| Delphinapterus leucas (Beluga) \| \| \| \| \| \| Monodon monoceros (Narval) \| \| \| \| |
|              | \| \| Delphinapterus leucas (Beluga) \| \| \| \| \| \| Monodon monoceros (Narval) \| \| \| \| |
|              | Delphinapterus leucas (Beluga)                                                                |
|              |                                                                                               |
|              | Monodon monoceros (Narval)                                                                    |
|              |                                                                                               |

|  | Delphinapterus leucas (Beluga) |
|  |                                |
|  | Monodon monoceros (Narval)     |
|  |                                |

|              | Odobenocetops                                                                                 |
|              |                                                                                               |
|              | Denebola                                                                                      |
|              |                                                                                               |
| Monodontidae | \| \| Delphinapterus leucas (Beluga) \| \| \| \| \| \| Monodon monoceros (Narval) \| \| \| \| |
|              | \| \| Delphinapterus leucas (Beluga) \| \| \| \| \| \| Monodon monoceros (Narval) \| \| \| \| |
|              | Delphinapterus leucas (Beluga)                                                                |
|              |                                                                                               |
|              | Monodon monoceros (Narval)                                                                    |
|              |                                                                                               |

|  | Delphinapterus leucas (Beluga) |
|  |                                |
|  | Monodon monoceros (Narval)     |
|  |                                |

|              | Odobenocetops                                                                                 |
|              |                                                                                               |
|              | Denebola                                                                                      |
|              |                                                                                               |
| Monodontidae | \| \| Delphinapterus leucas (Beluga) \| \| \| \| \| \| Monodon monoceros (Narval) \| \| \| \| |
|              | \| \| Delphinapterus leucas (Beluga) \| \| \| \| \| \| Monodon monoceros (Narval) \| \| \| \| |
|              | Delphinapterus leucas (Beluga)                                                                |
|              |                                                                                               |
|              | Monodon monoceros (Narval)                                                                    |
|              |                                                                                               |

|  | Delphinapterus leucas (Beluga) |
|  |                                |
|  | Monodon monoceros (Narval)     |
|  |                                |

|              | Odobenocetops                                                                                 |
|              |                                                                                               |
|              | Denebola                                                                                      |
|              |                                                                                               |
| Monodontidae | \| \| Delphinapterus leucas (Beluga) \| \| \| \| \| \| Monodon monoceros (Narval) \| \| \| \| |
|              | \| \| Delphinapterus leucas (Beluga) \| \| \| \| \| \| Monodon monoceros (Narval) \| \| \| \| |
|              | Delphinapterus leucas (Beluga)                                                                |
|              |                                                                                               |
|              | Monodon monoceros (Narval)                                                                    |
|              |                                                                                               |

|  | Delphinapterus leucas (Beluga) |
|  |                                |
|  | Monodon monoceros (Narval)     |
|  |                                |

|              | Odobenocetops                                                                                 |
|              |                                                                                               |
|              | Denebola                                                                                      |
|              |                                                                                               |
| Monodontidae | \| \| Delphinapterus leucas (Beluga) \| \| \| \| \| \| Monodon monoceros (Narval) \| \| \| \| |
|              | \| \| Delphinapterus leucas (Beluga) \| \| \| \| \| \| Monodon monoceros (Narval) \| \| \| \| |
|              | Delphinapterus leucas (Beluga)                                                                |
|              |                                                                                               |
|              | Monodon monoceros (Narval)                                                                    |
|              |                                                                                               |

|  | Delphinapterus leucas (Beluga) |
|  |                                |
|  | Monodon monoceros (Narval)     |
|  |                                |

|              | Odobenocetops                                                                                 |
|              |                                                                                               |
|              | Denebola                                                                                      |
|              |                                                                                               |
| Monodontidae | \| \| Delphinapterus leucas (Beluga) \| \| \| \| \| \| Monodon monoceros (Narval) \| \| \| \| |
|              | \| \| Delphinapterus leucas (Beluga) \| \| \| \| \| \| Monodon monoceros (Narval) \| \| \| \| |
|              | Delphinapterus leucas (Beluga)                                                                |
|              |                                                                                               |
|              | Monodon monoceros (Narval)                                                                    |
|              |                                                                                               |

|  | Delphinapterus leucas (Beluga) |
|  |                                |
|  | Monodon monoceros (Narval)     |
|  |                                |

|              | Odobenocetops                                                                                 |
|              |                                                                                               |
|              | Denebola                                                                                      |
|              |                                                                                               |
| Monodontidae | \| \| Delphinapterus leucas (Beluga) \| \| \| \| \| \| Monodon monoceros (Narval) \| \| \| \| |
|              | \| \| Delphinapterus leucas (Beluga) \| \| \| \| \| \| Monodon monoceros (Narval) \| \| \| \| |
|              | Delphinapterus leucas (Beluga)                                                                |
|              |                                                                                               |
|              | Monodon monoceros (Narval)                                                                    |
|              |                                                                                               |

|  | Delphinapterus leucas (Beluga) |
|  |                                |
|  | Monodon monoceros (Narval)     |
|  |                                |

|              | Odobenocetops                                                                                 |
|              |                                                                                               |
|              | Denebola                                                                                      |
|              |                                                                                               |
| Monodontidae | \| \| Delphinapterus leucas (Beluga) \| \| \| \| \| \| Monodon monoceros (Narval) \| \| \| \| |
|              | \| \| Delphinapterus leucas (Beluga) \| \| \| \| \| \| Monodon monoceros (Narval) \| \| \| \| |
|              | Delphinapterus leucas (Beluga)                                                                |
|              |                                                                                               |
|              | Monodon monoceros (Narval)                                                                    |
|              |                                                                                               |

|  | Delphinapterus leucas (Beluga) |
|  |                                |
|  | Monodon monoceros (Narval)     |
|  |                                |

|  | "Pontoporiidae" |
|  |                 |
|  | Iniidae         |
|  |                 |

|              | Odobenocetops                                                                                 |
|              |                                                                                               |
|              | Denebola                                                                                      |
|              |                                                                                               |
| Monodontidae | \| \| Delphinapterus leucas (Beluga) \| \| \| \| \| \| Monodon monoceros (Narval) \| \| \| \| |
|              | \| \| Delphinapterus leucas (Beluga) \| \| \| \| \| \| Monodon monoceros (Narval) \| \| \| \| |
|              | Delphinapterus leucas (Beluga)                                                                |
|              |                                                                                               |
|              | Monodon monoceros (Narval)                                                                    |
|              |                                                                                               |

|  | Delphinapterus leucas (Beluga) |
|  |                                |
|  | Monodon monoceros (Narval)     |
|  |                                |

|              | Odobenocetops                                                                                 |
|              |                                                                                               |
|              | Denebola                                                                                      |
|              |                                                                                               |
| Monodontidae | \| \| Delphinapterus leucas (Beluga) \| \| \| \| \| \| Monodon monoceros (Narval) \| \| \| \| |
|              | \| \| Delphinapterus leucas (Beluga) \| \| \| \| \| \| Monodon monoceros (Narval) \| \| \| \| |
|              | Delphinapterus leucas (Beluga)                                                                |
|              |                                                                                               |
|              | Monodon monoceros (Narval)                                                                    |
|              |                                                                                               |

|  | Delphinapterus leucas (Beluga) |
|  |                                |
|  | Monodon monoceros (Narval)     |
|  |                                |

|              | Odobenocetops                                                                                 |
|              |                                                                                               |
|              | Denebola                                                                                      |
|              |                                                                                               |
| Monodontidae | \| \| Delphinapterus leucas (Beluga) \| \| \| \| \| \| Monodon monoceros (Narval) \| \| \| \| |
|              | \| \| Delphinapterus leucas (Beluga) \| \| \| \| \| \| Monodon monoceros (Narval) \| \| \| \| |
|              | Delphinapterus leucas (Beluga)                                                                |
|              |                                                                                               |
|              | Monodon monoceros (Narval)                                                                    |
|              |                                                                                               |

|  | Delphinapterus leucas (Beluga) |
|  |                                |
|  | Monodon monoceros (Narval)     |
|  |                                |

|              | Odobenocetops                                                                                 |
|              |                                                                                               |
|              | Denebola                                                                                      |
|              |                                                                                               |
| Monodontidae | \| \| Delphinapterus leucas (Beluga) \| \| \| \| \| \| Monodon monoceros (Narval) \| \| \| \| |
|              | \| \| Delphinapterus leucas (Beluga) \| \| \| \| \| \| Monodon monoceros (Narval) \| \| \| \| |
|              | Delphinapterus leucas (Beluga)                                                                |
|              |                                                                                               |
|              | Monodon monoceros (Narval)                                                                    |
|              |                                                                                               |

|  | Delphinapterus leucas (Beluga) |
|  |                                |
|  | Monodon monoceros (Narval)     |
|  |                                |

|              | Odobenocetops                                                                                 |
|              |                                                                                               |
|              | Denebola                                                                                      |
|              |                                                                                               |
| Monodontidae | \| \| Delphinapterus leucas (Beluga) \| \| \| \| \| \| Monodon monoceros (Narval) \| \| \| \| |
|              | \| \| Delphinapterus leucas (Beluga) \| \| \| \| \| \| Monodon monoceros (Narval) \| \| \| \| |
|              | Delphinapterus leucas (Beluga)                                                                |
|              |                                                                                               |
|              | Monodon monoceros (Narval)                                                                    |
|              |                                                                                               |

|  | Delphinapterus leucas (Beluga) |
|  |                                |
|  | Monodon monoceros (Narval)     |
|  |                                |

|              | Odobenocetops                                                                                 |
|              |                                                                                               |
|              | Denebola                                                                                      |
|              |                                                                                               |
| Monodontidae | \| \| Delphinapterus leucas (Beluga) \| \| \| \| \| \| Monodon monoceros (Narval) \| \| \| \| |
|              | \| \| Delphinapterus leucas (Beluga) \| \| \| \| \| \| Monodon monoceros (Narval) \| \| \| \| |
|              | Delphinapterus leucas (Beluga)                                                                |
|              |                                                                                               |
|              | Monodon monoceros (Narval)                                                                    |
|              |                                                                                               |

|  | Delphinapterus leucas (Beluga) |
|  |                                |
|  | Monodon monoceros (Narval)     |
|  |                                |

|              | Odobenocetops                                                                                 |
|              |                                                                                               |
|              | Denebola                                                                                      |
|              |                                                                                               |
| Monodontidae | \| \| Delphinapterus leucas (Beluga) \| \| \| \| \| \| Monodon monoceros (Narval) \| \| \| \| |
|              | \| \| Delphinapterus leucas (Beluga) \| \| \| \| \| \| Monodon monoceros (Narval) \| \| \| \| |
|              | Delphinapterus leucas (Beluga)                                                                |
|              |                                                                                               |
|              | Monodon monoceros (Narval)                                                                    |
|              |                                                                                               |

|  | Delphinapterus leucas (Beluga) |
|  |                                |
|  | Monodon monoceros (Narval)     |
|  |                                |

|              | Odobenocetops                                                                                 |
|              |                                                                                               |
|              | Denebola                                                                                      |
|              |                                                                                               |
| Monodontidae | \| \| Delphinapterus leucas (Beluga) \| \| \| \| \| \| Monodon monoceros (Narval) \| \| \| \| |
|              | \| \| Delphinapterus leucas (Beluga) \| \| \| \| \| \| Monodon monoceros (Narval) \| \| \| \| |
|              | Delphinapterus leucas (Beluga)                                                                |
|              |                                                                                               |
|              | Monodon monoceros (Narval)                                                                    |
|              |                                                                                               |

|  | Delphinapterus leucas (Beluga) |
|  |                                |
|  | Monodon monoceros (Narval)     |
|  |                                |

|              | Odobenocetops                                                                                 |
|              |                                                                                               |
|              | Denebola                                                                                      |
|              |                                                                                               |
| Monodontidae | \| \| Delphinapterus leucas (Beluga) \| \| \| \| \| \| Monodon monoceros (Narval) \| \| \| \| |
|              | \| \| Delphinapterus leucas (Beluga) \| \| \| \| \| \| Monodon monoceros (Narval) \| \| \| \| |
|              | Delphinapterus leucas (Beluga)                                                                |
|              |                                                                                               |
|              | Monodon monoceros (Narval)                                                                    |
|              |                                                                                               |

|  | Delphinapterus leucas (Beluga) |
|  |                                |
|  | Monodon monoceros (Narval)     |
|  |                                |

|              | Odobenocetops                                                                                 |
|              |                                                                                               |
|              | Denebola                                                                                      |
|              |                                                                                               |
| Monodontidae | \| \| Delphinapterus leucas (Beluga) \| \| \| \| \| \| Monodon monoceros (Narval) \| \| \| \| |
|              | \| \| Delphinapterus leucas (Beluga) \| \| \| \| \| \| Monodon monoceros (Narval) \| \| \| \| |
|              | Delphinapterus leucas (Beluga)                                                                |
|              |                                                                                               |
|              | Monodon monoceros (Narval)                                                                    |
|              |                                                                                               |

|  | Delphinapterus leucas (Beluga) |
|  |                                |
|  | Monodon monoceros (Narval)     |
|  |                                |

|              | Odobenocetops                                                                                 |
|              |                                                                                               |
|              | Denebola                                                                                      |
|              |                                                                                               |
| Monodontidae | \| \| Delphinapterus leucas (Beluga) \| \| \| \| \| \| Monodon monoceros (Narval) \| \| \| \| |
|              | \| \| Delphinapterus leucas (Beluga) \| \| \| \| \| \| Monodon monoceros (Narval) \| \| \| \| |
|              | Delphinapterus leucas (Beluga)                                                                |
|              |                                                                                               |
|              | Monodon monoceros (Narval)                                                                    |
|              |                                                                                               |

|  | Delphinapterus leucas (Beluga) |
|  |                                |
|  | Monodon monoceros (Narval)     |
|  |                                |

|              | Odobenocetops                                                                                 |
|              |                                                                                               |
|              | Denebola                                                                                      |
|              |                                                                                               |
| Monodontidae | \| \| Delphinapterus leucas (Beluga) \| \| \| \| \| \| Monodon monoceros (Narval) \| \| \| \| |
|              | \| \| Delphinapterus leucas (Beluga) \| \| \| \| \| \| Monodon monoceros (Narval) \| \| \| \| |
|              | Delphinapterus leucas (Beluga)                                                                |
|              |                                                                                               |
|              | Monodon monoceros (Narval)                                                                    |
|              |                                                                                               |

|  | Delphinapterus leucas (Beluga) |
|  |                                |
|  | Monodon monoceros (Narval)     |
|  |                                |

|              | Odobenocetops                                                                                 |
|              |                                                                                               |
|              | Denebola                                                                                      |
|              |                                                                                               |
| Monodontidae | \| \| Delphinapterus leucas (Beluga) \| \| \| \| \| \| Monodon monoceros (Narval) \| \| \| \| |
|              | \| \| Delphinapterus leucas (Beluga) \| \| \| \| \| \| Monodon monoceros (Narval) \| \| \| \| |
|              | Delphinapterus leucas (Beluga)                                                                |
|              |                                                                                               |
|              | Monodon monoceros (Narval)                                                                    |
|              |                                                                                               |

|  | Delphinapterus leucas (Beluga) |
|  |                                |
|  | Monodon monoceros (Narval)     |
|  |                                |

|              | Odobenocetops                                                                                 |
|              |                                                                                               |
|              | Denebola                                                                                      |
|              |                                                                                               |
| Monodontidae | \| \| Delphinapterus leucas (Beluga) \| \| \| \| \| \| Monodon monoceros (Narval) \| \| \| \| |
|              | \| \| Delphinapterus leucas (Beluga) \| \| \| \| \| \| Monodon monoceros (Narval) \| \| \| \| |
|              | Delphinapterus leucas (Beluga)                                                                |
|              |                                                                                               |
|              | Monodon monoceros (Narval)                                                                    |
|              |                                                                                               |

|  | Delphinapterus leucas (Beluga) |
|  |                                |
|  | Monodon monoceros (Narval)     |
|  |                                |

|              | Odobenocetops                                                                                 |
|              |                                                                                               |
|              | Denebola                                                                                      |
|              |                                                                                               |
| Monodontidae | \| \| Delphinapterus leucas (Beluga) \| \| \| \| \| \| Monodon monoceros (Narval) \| \| \| \| |
|              | \| \| Delphinapterus leucas (Beluga) \| \| \| \| \| \| Monodon monoceros (Narval) \| \| \| \| |
|              | Delphinapterus leucas (Beluga)                                                                |
|              |                                                                                               |
|              | Monodon monoceros (Narval)                                                                    |
|              |                                                                                               |

|  | Delphinapterus leucas (Beluga) |
|  |                                |
|  | Monodon monoceros (Narval)     |
|  |                                |

|              | Odobenocetops                                                                                 |
|              |                                                                                               |
|              | Denebola                                                                                      |
|              |                                                                                               |
| Monodontidae | \| \| Delphinapterus leucas (Beluga) \| \| \| \| \| \| Monodon monoceros (Narval) \| \| \| \| |
|              | \| \| Delphinapterus leucas (Beluga) \| \| \| \| \| \| Monodon monoceros (Narval) \| \| \| \| |
|              | Delphinapterus leucas (Beluga)                                                                |
|              |                                                                                               |
|              | Monodon monoceros (Narval)                                                                    |
|              |                                                                                               |

|  | Delphinapterus leucas (Beluga) |
|  |                                |
|  | Monodon monoceros (Narval)     |
|  |                                |

|  | "Pontoporiidae" |
|  |                 |
|  | Iniidae         |
|  |                 |

|              | Odobenocetops                                                                                 |
|              |                                                                                               |
|              | Denebola                                                                                      |
|              |                                                                                               |
| Monodontidae | \| \| Delphinapterus leucas (Beluga) \| \| \| \| \| \| Monodon monoceros (Narval) \| \| \| \| |
|              | \| \| Delphinapterus leucas (Beluga) \| \| \| \| \| \| Monodon monoceros (Narval) \| \| \| \| |
|              | Delphinapterus leucas (Beluga)                                                                |
|              |                                                                                               |
|              | Monodon monoceros (Narval)                                                                    |
|              |                                                                                               |

|  | Delphinapterus leucas (Beluga) |
|  |                                |
|  | Monodon monoceros (Narval)     |
|  |                                |

|              | Odobenocetops                                                                                 |
|              |                                                                                               |
|              | Denebola                                                                                      |
|              |                                                                                               |
| Monodontidae | \| \| Delphinapterus leucas (Beluga) \| \| \| \| \| \| Monodon monoceros (Narval) \| \| \| \| |
|              | \| \| Delphinapterus leucas (Beluga) \| \| \| \| \| \| Monodon monoceros (Narval) \| \| \| \| |
|              | Delphinapterus leucas (Beluga)                                                                |
|              |                                                                                               |
|              | Monodon monoceros (Narval)                                                                    |
|              |                                                                                               |

|  | Delphinapterus leucas (Beluga) |
|  |                                |
|  | Monodon monoceros (Narval)     |
|  |                                |

|              | Odobenocetops                                                                                 |
|              |                                                                                               |
|              | Denebola                                                                                      |
|              |                                                                                               |
| Monodontidae | \| \| Delphinapterus leucas (Beluga) \| \| \| \| \| \| Monodon monoceros (Narval) \| \| \| \| |
|              | \| \| Delphinapterus leucas (Beluga) \| \| \| \| \| \| Monodon monoceros (Narval) \| \| \| \| |
|              | Delphinapterus leucas (Beluga)                                                                |
|              |                                                                                               |
|              | Monodon monoceros (Narval)                                                                    |
|              |                                                                                               |

|  | Delphinapterus leucas (Beluga) |
|  |                                |
|  | Monodon monoceros (Narval)     |
|  |                                |

|              | Odobenocetops                                                                                 |
|              |                                                                                               |
|              | Denebola                                                                                      |
|              |                                                                                               |
| Monodontidae | \| \| Delphinapterus leucas (Beluga) \| \| \| \| \| \| Monodon monoceros (Narval) \| \| \| \| |
|              | \| \| Delphinapterus leucas (Beluga) \| \| \| \| \| \| Monodon monoceros (Narval) \| \| \| \| |
|              | Delphinapterus leucas (Beluga)                                                                |
|              |                                                                                               |
|              | Monodon monoceros (Narval)                                                                    |
|              |                                                                                               |

|  | Delphinapterus leucas (Beluga) |
|  |                                |
|  | Monodon monoceros (Narval)     |
|  |                                |

|              | Odobenocetops                                                                                 |
|              |                                                                                               |
|              | Denebola                                                                                      |
|              |                                                                                               |
| Monodontidae | \| \| Delphinapterus leucas (Beluga) \| \| \| \| \| \| Monodon monoceros (Narval) \| \| \| \| |
|              | \| \| Delphinapterus leucas (Beluga) \| \| \| \| \| \| Monodon monoceros (Narval) \| \| \| \| |
|              | Delphinapterus leucas (Beluga)                                                                |
|              |                                                                                               |
|              | Monodon monoceros (Narval)                                                                    |
|              |                                                                                               |

|  | Delphinapterus leucas (Beluga) |
|  |                                |
|  | Monodon monoceros (Narval)     |
|  |                                |

|              | Odobenocetops                                                                                 |
|              |                                                                                               |
|              | Denebola                                                                                      |
|              |                                                                                               |
| Monodontidae | \| \| Delphinapterus leucas (Beluga) \| \| \| \| \| \| Monodon monoceros (Narval) \| \| \| \| |
|              | \| \| Delphinapterus leucas (Beluga) \| \| \| \| \| \| Monodon monoceros (Narval) \| \| \| \| |
|              | Delphinapterus leucas (Beluga)                                                                |
|              |                                                                                               |
|              | Monodon monoceros (Narval)                                                                    |
|              |                                                                                               |

|  | Delphinapterus leucas (Beluga) |
|  |                                |
|  | Monodon monoceros (Narval)     |
|  |                                |

|              | Odobenocetops                                                                                 |
|              |                                                                                               |
|              | Denebola                                                                                      |
|              |                                                                                               |
| Monodontidae | \| \| Delphinapterus leucas (Beluga) \| \| \| \| \| \| Monodon monoceros (Narval) \| \| \| \| |
|              | \| \| Delphinapterus leucas (Beluga) \| \| \| \| \| \| Monodon monoceros (Narval) \| \| \| \| |
|              | Delphinapterus leucas (Beluga)                                                                |
|              |                                                                                               |
|              | Monodon monoceros (Narval)                                                                    |
|              |                                                                                               |

|  | Delphinapterus leucas (Beluga) |
|  |                                |
|  | Monodon monoceros (Narval)     |
|  |                                |

|              | Odobenocetops                                                                                 |
|              |                                                                                               |
|              | Denebola                                                                                      |
|              |                                                                                               |
| Monodontidae | \| \| Delphinapterus leucas (Beluga) \| \| \| \| \| \| Monodon monoceros (Narval) \| \| \| \| |
|              | \| \| Delphinapterus leucas (Beluga) \| \| \| \| \| \| Monodon monoceros (Narval) \| \| \| \| |
|              | Delphinapterus leucas (Beluga)                                                                |
|              |                                                                                               |
|              | Monodon monoceros (Narval)                                                                    |
|              |                                                                                               |

|  | Delphinapterus leucas (Beluga) |
|  |                                |
|  | Monodon monoceros (Narval)     |
|  |                                |

|              | Odobenocetops                                                                                 |
|              |                                                                                               |
|              | Denebola                                                                                      |
|              |                                                                                               |
| Monodontidae | \| \| Delphinapterus leucas (Beluga) \| \| \| \| \| \| Monodon monoceros (Narval) \| \| \| \| |
|              | \| \| Delphinapterus leucas (Beluga) \| \| \| \| \| \| Monodon monoceros (Narval) \| \| \| \| |
|              | Delphinapterus leucas (Beluga)                                                                |
|              |                                                                                               |
|              | Monodon monoceros (Narval)                                                                    |
|              |                                                                                               |

|  | Delphinapterus leucas (Beluga) |
|  |                                |
|  | Monodon monoceros (Narval)     |
|  |                                |

|              | Odobenocetops                                                                                 |
|              |                                                                                               |
|              | Denebola                                                                                      |
|              |                                                                                               |
| Monodontidae | \| \| Delphinapterus leucas (Beluga) \| \| \| \| \| \| Monodon monoceros (Narval) \| \| \| \| |
|              | \| \| Delphinapterus leucas (Beluga) \| \| \| \| \| \| Monodon monoceros (Narval) \| \| \| \| |
|              | Delphinapterus leucas (Beluga)                                                                |
|              |                                                                                               |
|              | Monodon monoceros (Narval)                                                                    |
|              |                                                                                               |

|  | Delphinapterus leucas (Beluga) |
|  |                                |
|  | Monodon monoceros (Narval)     |
|  |                                |

|              | Odobenocetops                                                                                 |
|              |                                                                                               |
|              | Denebola                                                                                      |
|              |                                                                                               |
| Monodontidae | \| \| Delphinapterus leucas (Beluga) \| \| \| \| \| \| Monodon monoceros (Narval) \| \| \| \| |
|              | \| \| Delphinapterus leucas (Beluga) \| \| \| \| \| \| Monodon monoceros (Narval) \| \| \| \| |
|              | Delphinapterus leucas (Beluga)                                                                |
|              |                                                                                               |
|              | Monodon monoceros (Narval)                                                                    |
|              |                                                                                               |

|  | Delphinapterus leucas (Beluga) |
|  |                                |
|  | Monodon monoceros (Narval)     |
|  |                                |

|              | Odobenocetops                                                                                 |
|              |                                                                                               |
|              | Denebola                                                                                      |
|              |                                                                                               |
| Monodontidae | \| \| Delphinapterus leucas (Beluga) \| \| \| \| \| \| Monodon monoceros (Narval) \| \| \| \| |
|              | \| \| Delphinapterus leucas (Beluga) \| \| \| \| \| \| Monodon monoceros (Narval) \| \| \| \| |
|              | Delphinapterus leucas (Beluga)                                                                |
|              |                                                                                               |
|              | Monodon monoceros (Narval)                                                                    |
|              |                                                                                               |

|  | Delphinapterus leucas (Beluga) |
|  |                                |
|  | Monodon monoceros (Narval)     |
|  |                                |

|              | Odobenocetops                                                                                 |
|              |                                                                                               |
|              | Denebola                                                                                      |
|              |                                                                                               |
| Monodontidae | \| \| Delphinapterus leucas (Beluga) \| \| \| \| \| \| Monodon monoceros (Narval) \| \| \| \| |
|              | \| \| Delphinapterus leucas (Beluga) \| \| \| \| \| \| Monodon monoceros (Narval) \| \| \| \| |
|              | Delphinapterus leucas (Beluga)                                                                |
|              |                                                                                               |
|              | Monodon monoceros (Narval)                                                                    |
|              |                                                                                               |

|  | Delphinapterus leucas (Beluga) |
|  |                                |
|  | Monodon monoceros (Narval)     |
|  |                                |

|              | Odobenocetops                                                                                 |
|              |                                                                                               |
|              | Denebola                                                                                      |
|              |                                                                                               |
| Monodontidae | \| \| Delphinapterus leucas (Beluga) \| \| \| \| \| \| Monodon monoceros (Narval) \| \| \| \| |
|              | \| \| Delphinapterus leucas (Beluga) \| \| \| \| \| \| Monodon monoceros (Narval) \| \| \| \| |
|              | Delphinapterus leucas (Beluga)                                                                |
|              |                                                                                               |
|              | Monodon monoceros (Narval)                                                                    |
|              |                                                                                               |

|  | Delphinapterus leucas (Beluga) |
|  |                                |
|  | Monodon monoceros (Narval)     |
|  |                                |

|              | Odobenocetops                                                                                 |
|              |                                                                                               |
|              | Denebola                                                                                      |
|              |                                                                                               |
| Monodontidae | \| \| Delphinapterus leucas (Beluga) \| \| \| \| \| \| Monodon monoceros (Narval) \| \| \| \| |
|              | \| \| Delphinapterus leucas (Beluga) \| \| \| \| \| \| Monodon monoceros (Narval) \| \| \| \| |
|              | Delphinapterus leucas (Beluga)                                                                |
|              |                                                                                               |
|              | Monodon monoceros (Narval)                                                                    |
|              |                                                                                               |

|  | Delphinapterus leucas (Beluga) |
|  |                                |
|  | Monodon monoceros (Narval)     |
|  |                                |

|              | Odobenocetops                                                                                 |
|              |                                                                                               |
|              | Denebola                                                                                      |
|              |                                                                                               |
| Monodontidae | \| \| Delphinapterus leucas (Beluga) \| \| \| \| \| \| Monodon monoceros (Narval) \| \| \| \| |
|              | \| \| Delphinapterus leucas (Beluga) \| \| \| \| \| \| Monodon monoceros (Narval) \| \| \| \| |
|              | Delphinapterus leucas (Beluga)                                                                |
|              |                                                                                               |
|              | Monodon monoceros (Narval)                                                                    |
|              |                                                                                               |

|  | Delphinapterus leucas (Beluga) |
|  |                                |
|  | Monodon monoceros (Narval)     |
|  |                                |

## Paleobiología

### Sentidos

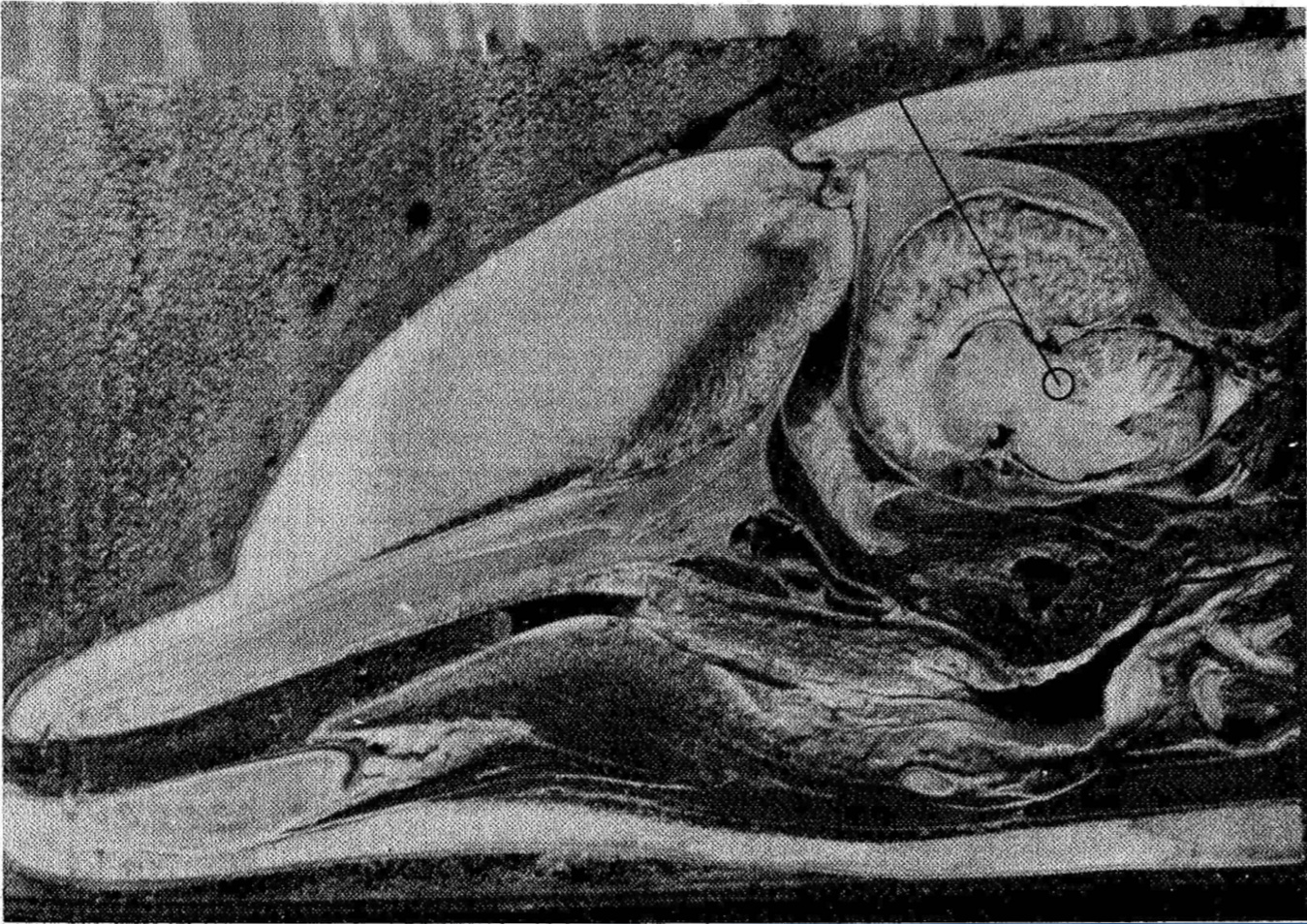
Bisección de un delfín. El melón está sobre el paladar.

El melón, un órgano sensorial graso esencial para la ecolocalización estaba significantemente reducido en Odobenocetops como consecuencia de la especialización del cráneo; aun así la anatomía del oído interno de  O. peruvianus indica que Odobenocetops era capaz de audición ultrasónica. En concreto, la anatomía coclear es similar a la de belugas y narvales, que permite una percepción de sonidos bajo 80 kHz, concretamente los fósiles de  Odobenocetops sugieren un límite inferior en su rango entre 35 y 50 kHz. A pesar de esto, O. peruvianus presenta características que sugiere que era menos capaz de producir tales sonidos por su cuenta, no solo por la falta de melón, sino también la ausencia o reducción de sacos premaxilares, tapones nasales y los divertículos del pasaje nasal. Además su curioso cráneo sugiere que los músculos nasolabiales eran reducidos o estaban enteramente ausentes. Así pues se cree que  Odobenocetops peruvianus tan sólo podía escuchar sonidos ultrasónicos, que si bien podía ser útil para obtener información respecto a su entorno, no era el complejo sonar del resto de ballenas. Muizon sugiere que no sería un impedimento para el animal, que al apuntar hacia el suelo y poseer grandes ojos con posicionamiento dorsal compensaba la ausencia de sonar con su visión binocular.
Odobenocetops leptodon era considerablemente diferente en este respecto. La posición de los ojos era similar pero la forma de sus cuencas no apoyan la idea del mismo nivel de visión binocular en la criatura, de tenerla. Al contrario que la especie antigua, O. leptodon preserva pequeñas depresiones en los premaxilares que indican la presencia de sacos premaxilares. Esto, junto a su menguado pero presente melón, sugiere algún nivel de habilidad de ecolocalización, no comparable con las ballenas modernas pero útil para la caza.
Un sentido del que Odobenocetops pudo haberse aventajado es el tacto, con la posible presencia de vibrisas, pelos sensibles presentes en morsas y otras especies de foca. Si bien no hay pruebas directas, Muizon sugiere su presencia, apoyándose en las hendiduras premaxilares. No sería una adaptación única en cetáceos dentados, el delfín rosado del Amazonas posee finos pelos táctiles, tal vez ancestrales al grupo. De estar presentes, junto al poderoso labio superior pudieron haber formado una estructura similar a la del dugón.

### Uso de los colmillos
Su longitud y forma indican que se trataban de estructuras frágiles, sugiriendo que el colmillo del holotipo pudo haberse roto en vida. Inicialmente, Muizon propuso que eran meramente un instrumento social, sin uso en forrajeo, que no podían aplicar fuerzas o presión como para excavar o pelearse. Esta idea social no violenta parece ser apoyada por los menguados colmillos de hembras, tal vez el tamaño en sí servía para establecer una jerarquía. Es posible que jugasen un rol a la hora de alimentarse, las investigaciones de O. leptodon demuestran que ambos colmillos presentan facetas desgastadas. En el caso del colmillo derecho, son paralelos al paladar, paralelas al suelo marino, tal vez lo arrastraban sobre este al alimentarse. Muizon y colegas creen que esta orientación paralela servía como guía.

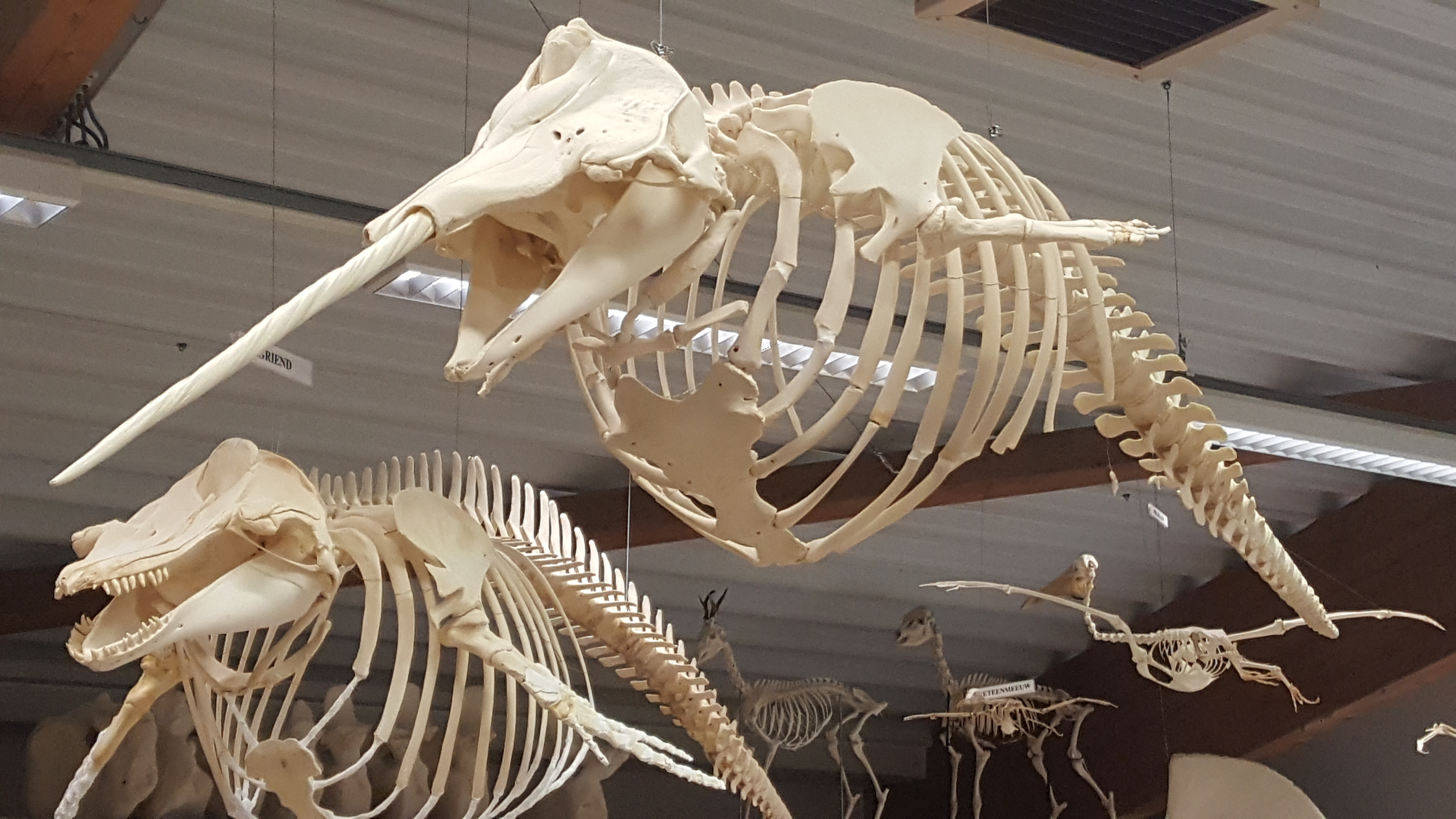
Si bien el "colmillo" del narval evolucionó por su cuenta, su función social pudo haber sido similar en Odobenocetops.

En 2002 Muizon y colegas consideraron la función de los colmillos con más detalle, comparando pros y contras de los varios usos potenciales, aunque varias fueron rechazadas, consideradas demasiado extravagantes. Entre estos están usos: como ayuda a la hora de comer, improbable por la asimetría masculina y ausencia femenina; apoyo para subir a tierra, ningún pariente demuestra adaptaciones para ello, o hielo, Perú era demasiado cálido para una presencia constante; o tal vez eran meramente órganos vestigiales. De nuevo, una función social de exhibición parece ser la más probable, aún con la posibilidad de usarlos para rajar a otros individuos. Nuevos especímenes son necesarios para entenderlos mejor. Algo parece claro es una función de selección sexual con rápido crecimiento.
Las propias vainas alveolares de los colmillos pudieron haber sido importantes por su cuenta. Muizon y colegas creen que sirvieron como guías orientativas y estabilizadoras. Muizon los compara a los patines de un trineo, especialmente en relación con la fotografía, manteniendo la cámara estable y apuntada en la dirección deseada. Dicha posible función se ve disputada igual que las de los colmillos, pese a su presencia en ambos sexos y relatva simetría. La ligera asimetría masculina parece ser mero compromiso  necesitado por el colmillo derecho. Las tallas similares indican una función más allá de alojar los colmillos, eran sujetos a sus propias presiones selectivas. lo más probable es que fuesen útiles a la hora de apoyar un poderoso labio superior.

### Rango de movimiento

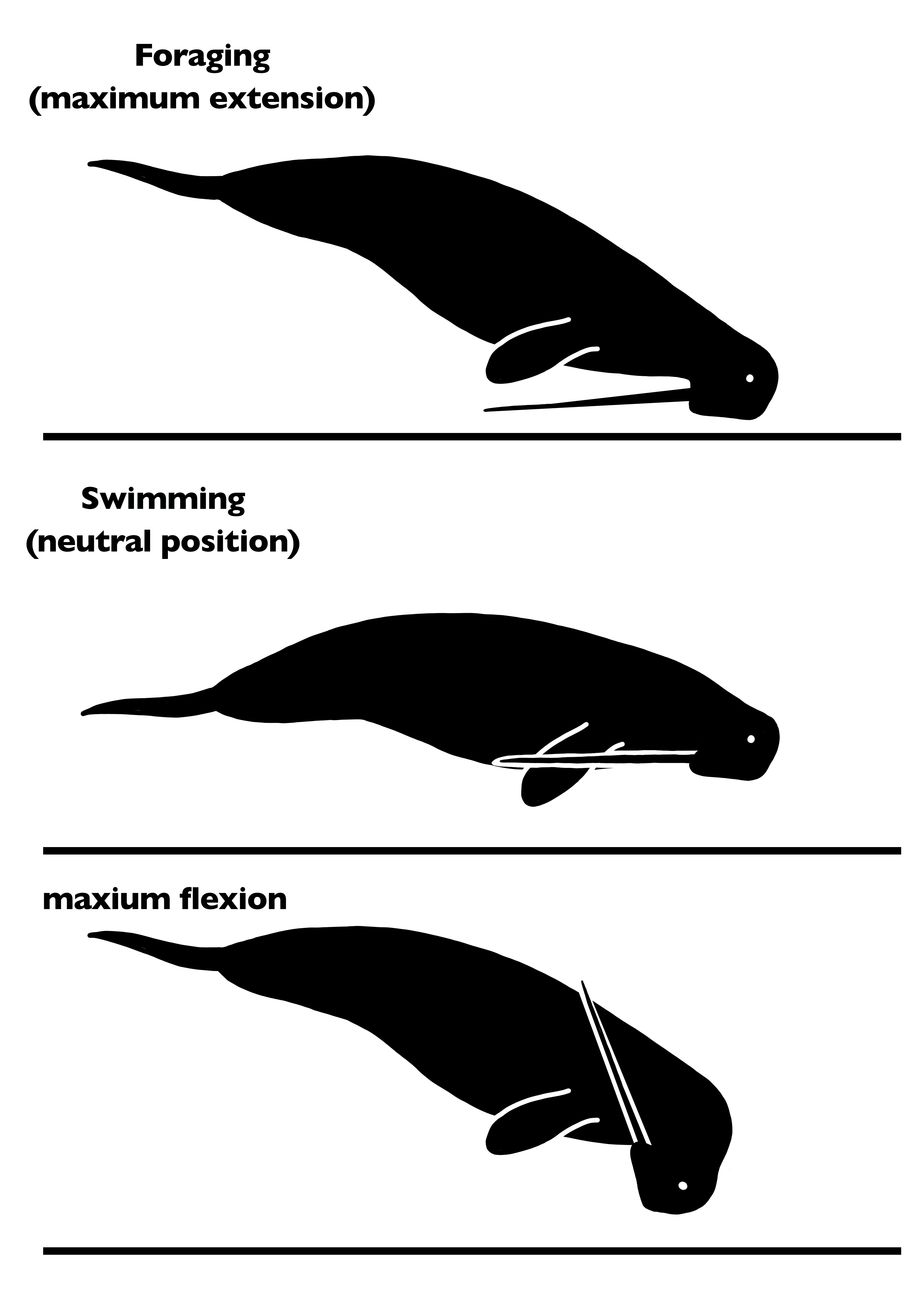
Diferentes posiciones de Odobenocetops leptodon.

Análisis del atlas de Odobenocetops indican que cuando la cabeza estaba en una posición neutral estaría a unos 133° en relación con el eje del cuerpo, inclinando los colmillos a unos 13° grados del mismo. Muizon y colegas sugieren tal posición neutral porque reduciría arrastre contra el agua. Observando la anatomía del cóndilo occipital estos números cambian, aquí los colmillos se sitúan a 6°, siendo efectivamente paralelos al cuerpo. Esta diferencia puede venir de una dificultad a la hora de discernir la verdadera posición neutral al basarse en escasas evidencias osteológicas. Sea cual sea, está claro que Odobenocetops presentaba pronunciados puntos de apoyo muscular en el basioccipital, corroborando la presencia de una poderosa musculatura en el cuello, parcialmente necesaria para compensar los colmillos.
Se cree que a la hora de alimentarse Odobenocetops extendía su cuello, posicionando su cabeza paralela al suelo marino, con los colmillos tal vez tocándolo, con una extensión máxima de 45° respecto al torso. Aquí de nuevo presenta rangos convergentes con la morsa. Muizon y colegas contrastan esto con la posición de sirénidos como el dugón, capaces de nadar paralelos al suelo marino gracias a sus huesos más densos que los de cetáceos y focas. La tensión muscular a la hora de alimentarse viene de un flexible cuello, capaz de moverse en un rango verticxal cercan a 83°; esto incluye la extensión alimentaria de 7° y una flexión máxima de 90°. Esto sobrepasa el rango de la beluga, el cetáceo moderno más flexible, con un rango de unos 50°. El propósito exacto de la gran flexibilidad permanece en el misterio, pero queda claro que esto traería la punta del colmillo derecho masculino por encima de la espalda.

### Forrajeo y alimentación

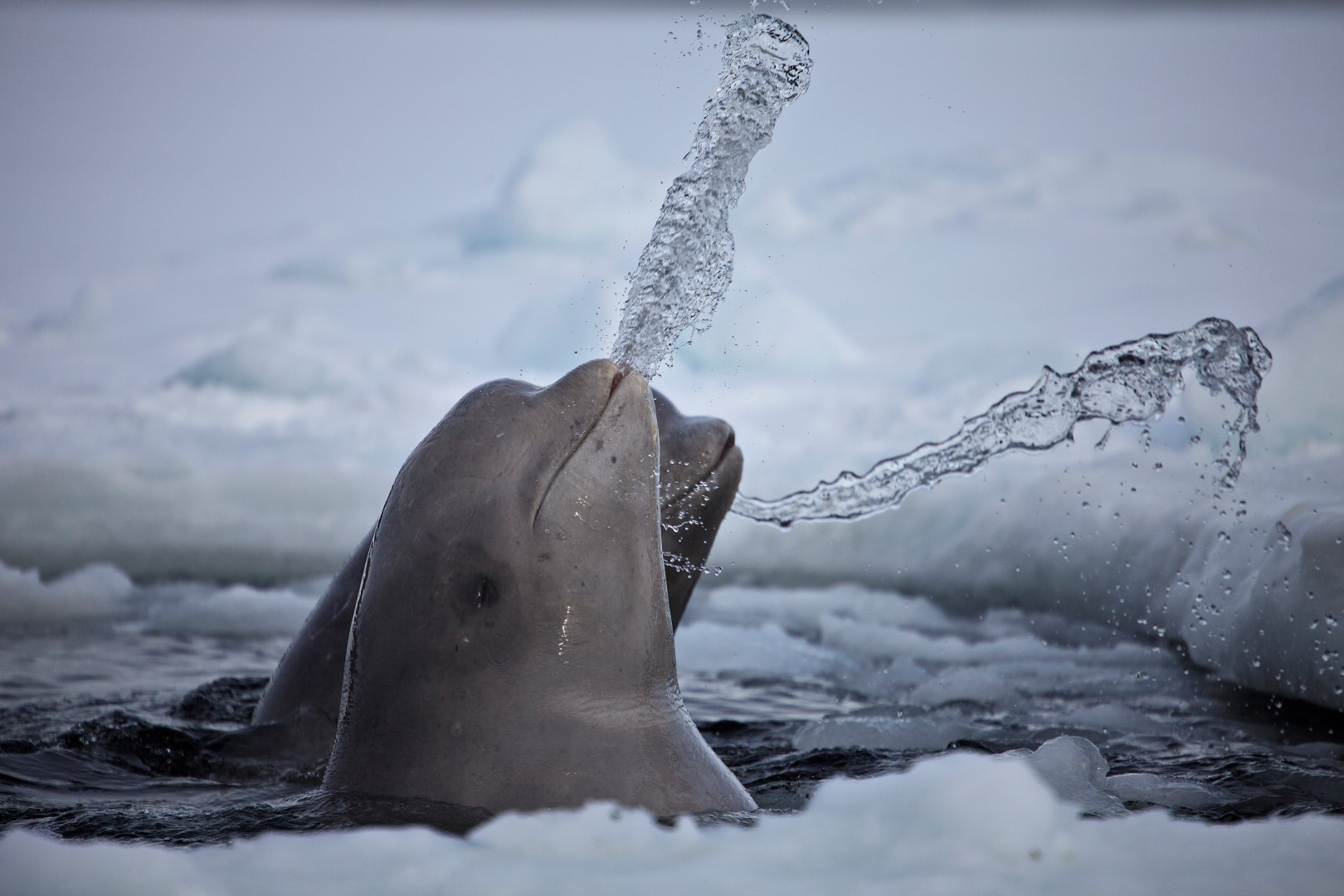
Belugas disparando agua

La morfología craneal de Odobenocetops peruvianus presenta varias similitudes con la de la morsa, se cree que es un caso de evolución convergente representando similares estilos de vida. Estas similitudes incluyen el profundo paladar, el hocico redondo con potente labio, los colmillos y la escasez de otros dientes. La poderosa musculatura mandibular es sorprendente, ya que se cree que esta pieza inferior no se empleaba para masticar. Se tiende a interpretar como una adaptación para alimentación por succión. Como la morsa, Odobenocetops pudo haber empleado su labio superior para atrapar bivalvos y así poder succionar el pie y de ahí el resto del animal con la ayuda de una gran lengua. Esta estrategia se apoya en la musculatura bucal, la fosa glenoidea permitía movimientos horizontales, con ayuda de los músculos craneales, cervicales y la lengua. Una vez succionadas las partes blandas Odobenocetops simplemente escupiría los restos de las conchas. Estructuras similares están presentes en O. leptodon, si bien la forma de su paladar sugiere que su habilidad succionadora era incluso mayor. Ambos paladares poseían una preferencia al lado izquierdo, probablemente una adaptación para lidiar con el colmillo opuesto; no sería la primera vez que un cetáceo demuestra preferencias laterales, están presentes ocasionalmente en delfines nariz de botella y las ballenas grises tienden una preferencia consistente de su lado derecho.

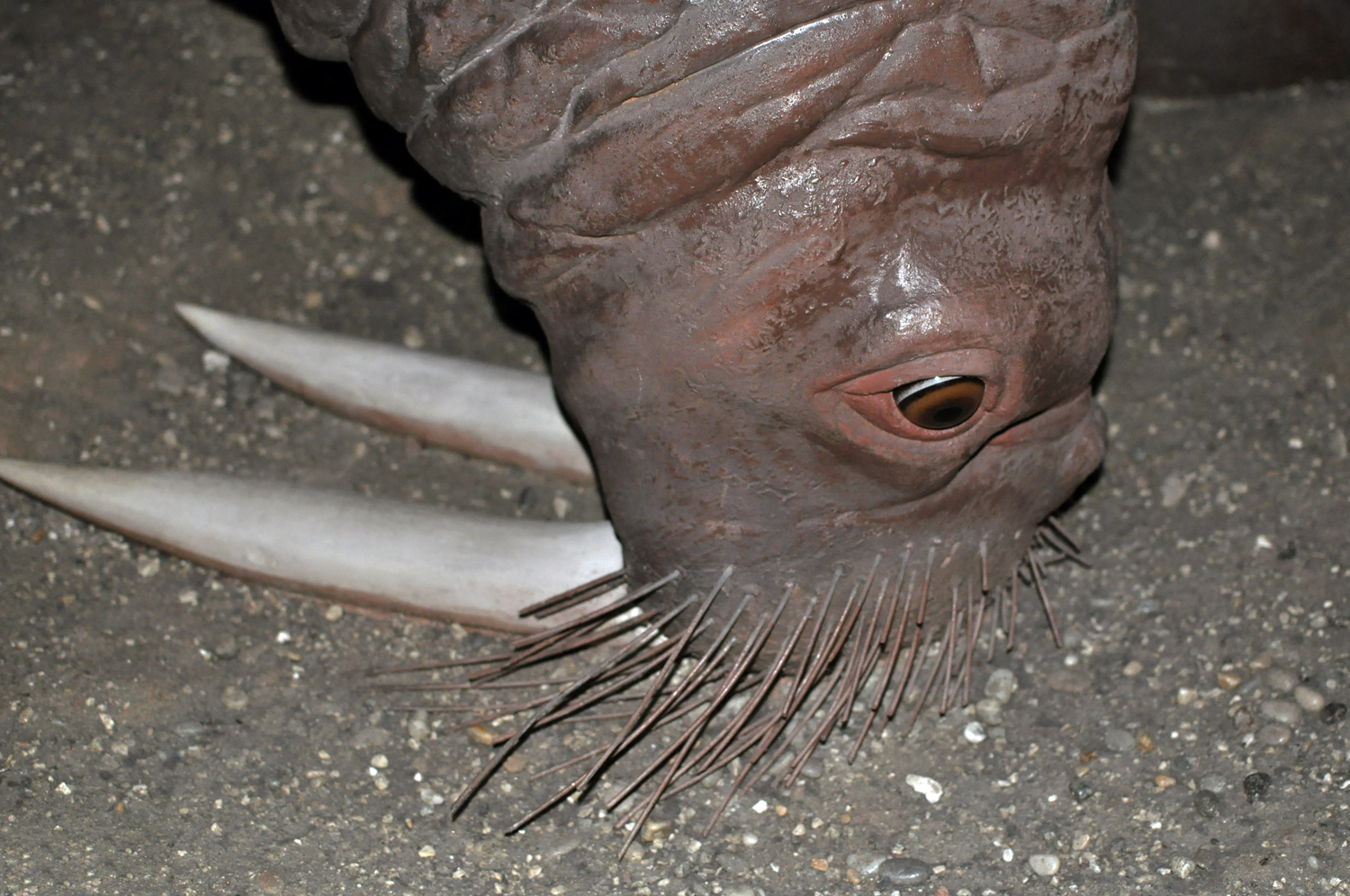
Odobenocetops pudo haber forrajeado como la morsa

Odobenocetops era un molusquívoro que cazaban por succión cerca del suelo, buscaban bivalvos en el suelo oceánico, tal vez revelándolos con poderosas y precisas propulsiones de agua, atapando a su presa con su poderoso labio superior, una habilidad presente en belugas y orcas; y empleando su lengua para succionar las partes blandas del animal, dejando detrás las valvas.

## Paleoambiente
Los fósiles de Odobenocetops vienen principalmente de la Formación Pisco del Mioceno de Perú, que representa una costa tranquila de agua poco profunda. Coexistía con gran variedad de cetáceos, incluyendo cetotéridos, rorcuales, Pliopontos (un delfín pontopórido), el zífido Ninoziphius y la marsopa Piscolithax además de múltiples cachalotes, incluyendo al colosal Livyatan. Otros animales marinos presentes eran el perezoso nadador Thalassocnus, el gigantesco tiburón Carcharocles megalodon, dos especies de gaviálidos marinos, y diversas focas y pingüinos. Entre los bivalvos, las posibles presas de Odobenocetops, se incluyen los géneros Anadara, Trachycardium, Hyboloephus, Panopea y Miltha.
Odobenocetops también estaba presente en el Cerro Ballena del Mioceno tardío  de Chile. Aquí se han encontrado fósiles de la foca Acrophoca, rorcuales y  cachalotes, istiofóridos, el tiburón Carcharodon, y de nuevo el perezoso nadador Thalassocnus.